# پر طاووسی سنبله‌ای
پر طاووسی سنبله‌ای(نام علمی: Myriophyllum spicatum) نام یک گونه از رده دولپه‌ای‌ها است.